# 2226 Cunitza
2226 Cunitza este un asteroid din centura principală, descoperit pe 26 august 1936 de Alfred Bohrmann.